# Viinikka
Viinikka est un quartier de Tampere en Finlande.

## Description
Les rues principales de Viinikka sont Viinikankatu orientée nord-sud et Kuokkamaantie orientée ouest-est de Lempääläntie à Nekala. 
Le nom original de Viinikankatu entre 1939 et 1956 était Hervannantie, mais ce nom a été considéré comme trompeur car Hervanta est situé assez loin du quartier de Viinika. 
Avant la grande réforme du nom des rues de Tampere en 1936, l'actuel Tuomiokirkonkatu au centre de Tampere était connu sous le nom de Viinikankatu. 
Ahlmanintie, parallèle à Viinikankatu et située à l'est, doit son nom à l'évaluateur Gabriel Ahlman, propriétaire du manoir de Hatanpää à la fin du XVIIIe siècle.
Viinikka abrite l’église de Viinikka, le lac Pahalampi (fi) et le terrain de sport de Viinikka.

## Histoire
Les banlieues de Viinika et Nekala sont situées au sud du centre-ville de Tampere entre l'Iidesjärvi et la voie rapide d'Helsinki. 
Bien qu'il s'agisse administrativement de deux quartiers, Viinikka et Nekala forment ensemble une zone résidentielle assez cohérente.
Cependant, après un examen plus approfondi de la zone, on remarque que les parties n'ont pas été conçues et construites en même temps.
Le cœur de Viinikka-Nekala, a été construit sur les anciennes terres du Manoir de Hatanpää en 1914-1939. 
La construction de Viinikka date principalement de 1914-1924 et Nekala de 1923-1939. 
Le Viinikka-Nekala d'avant-guerre a été conçu à l'origine pour la population active. 
La planification était basée sur le manque de logements dans les villes finlandaises en général et leur population active en particulier. 
Un logement exigu et insalubre augmentait la propagation et la morbidité des maladies infectieuses en général. Bien sûr, les responsables avaient également des objectifs politiques en jeu lorsqu'ils ont commencé à planifier la construction d'une banlieue de Viinika. La propriété d'un logement éviterait une radicalisation excessive. 
Lorsque les parcelles de terrain dans les banlieues de Viinika et de Lappi ont commencé à être louées, l'intention était pour les locataires de construire leur propre maison. 
Mais du côté des politiques, l'intention était d'installer de simples famille nucléaires dans un appartement.

## Galerie

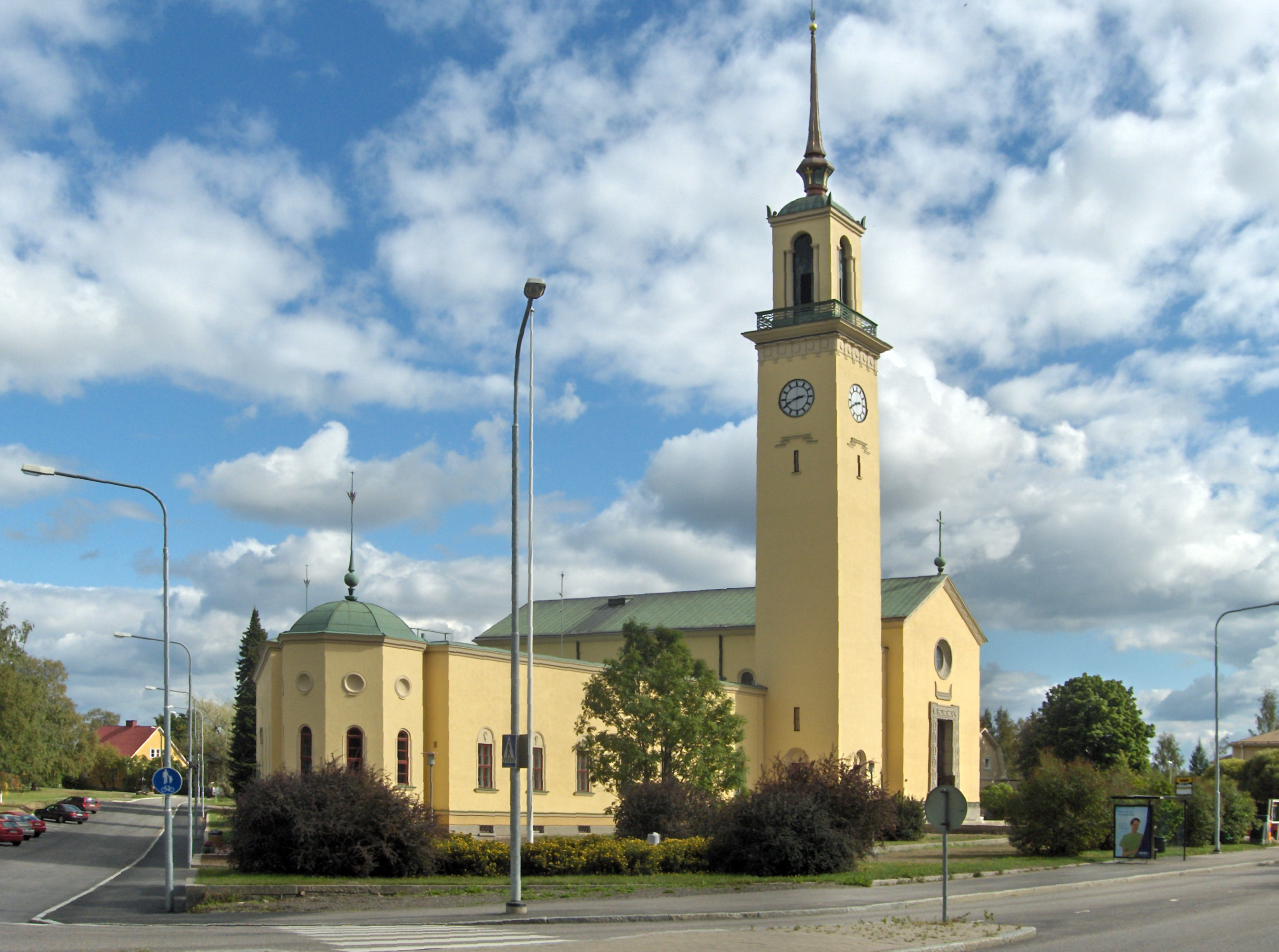
Église de Viinikka
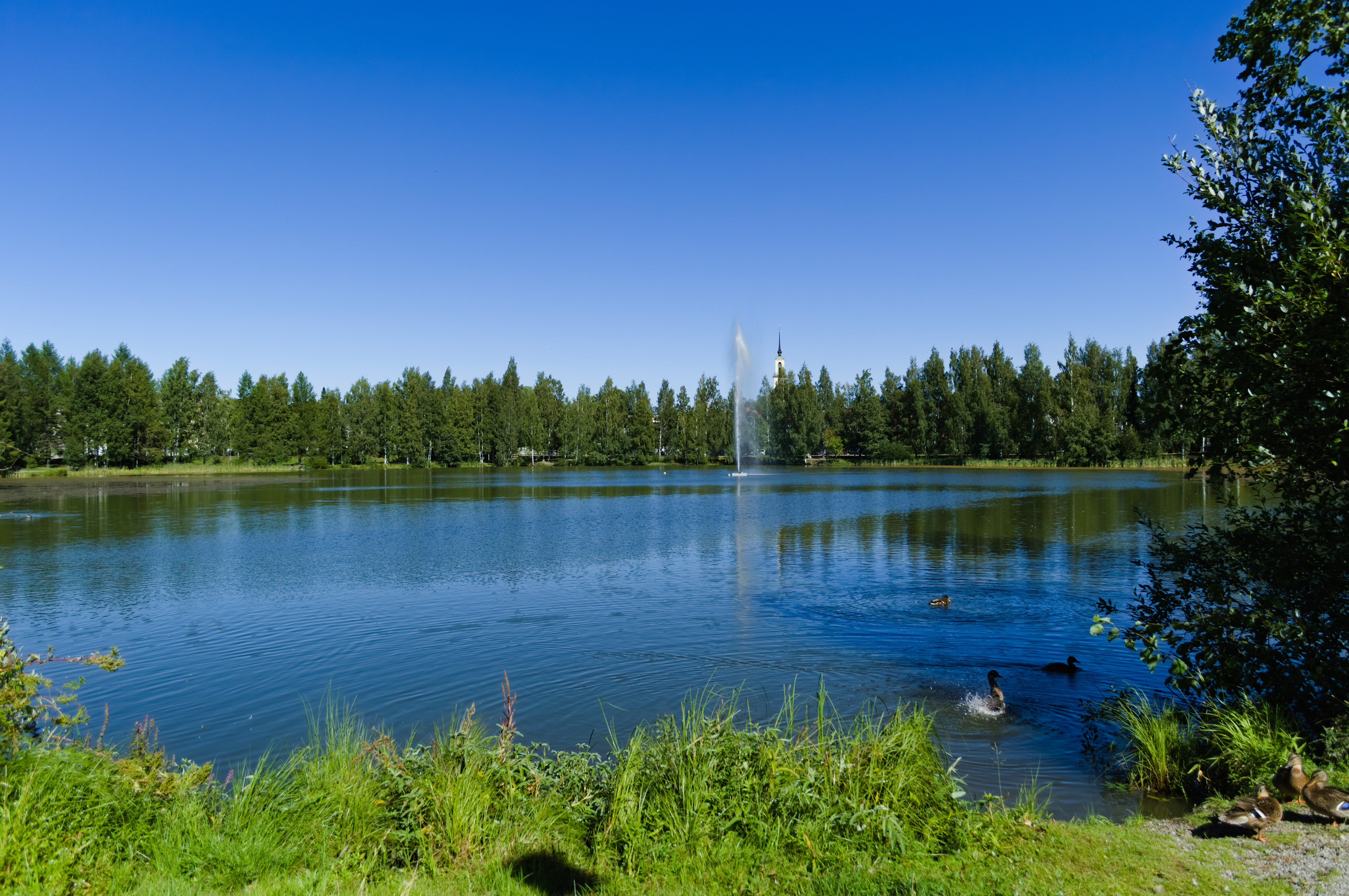
Lac  Pahalampi.
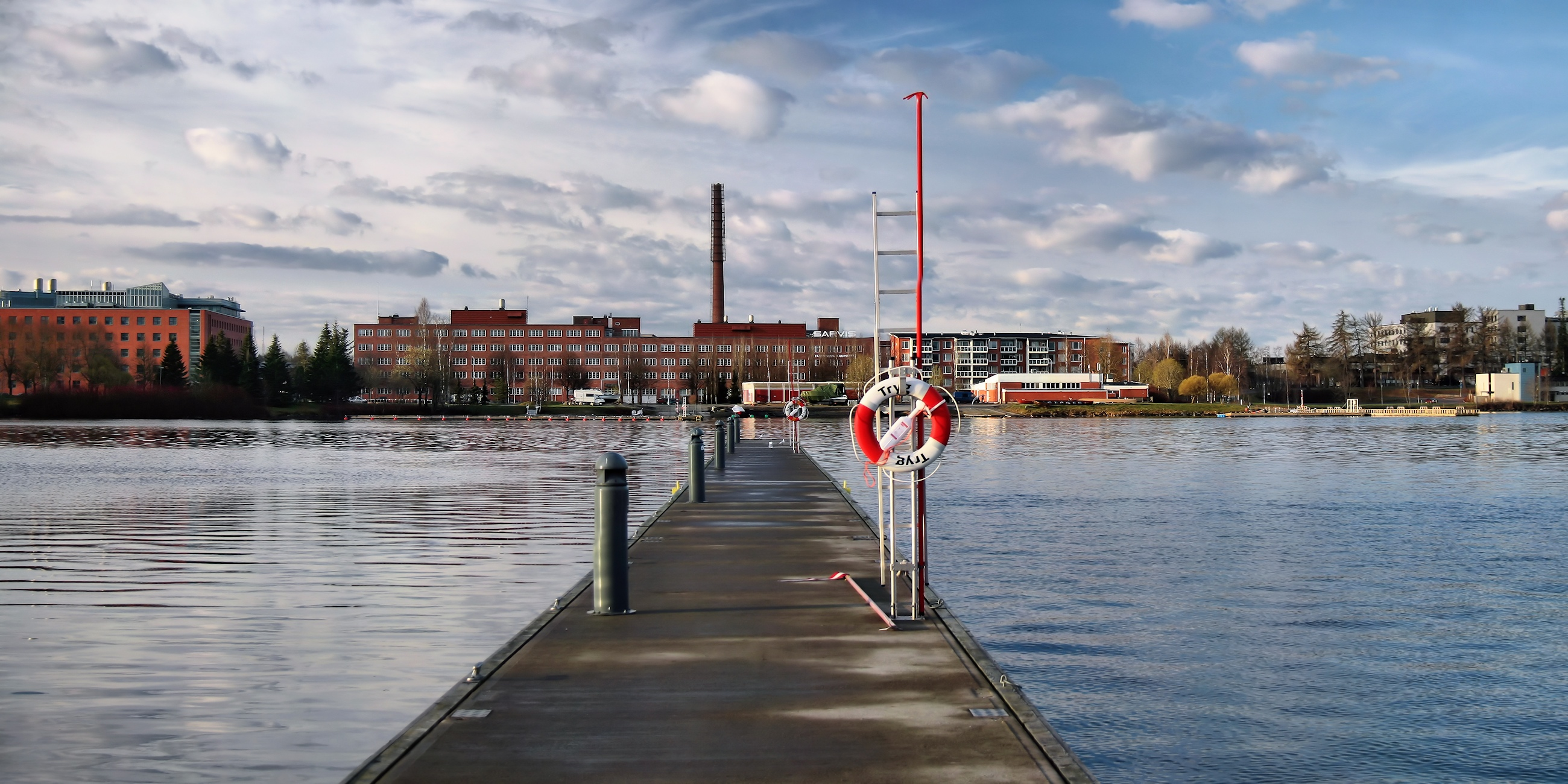
Viinikanlahti.
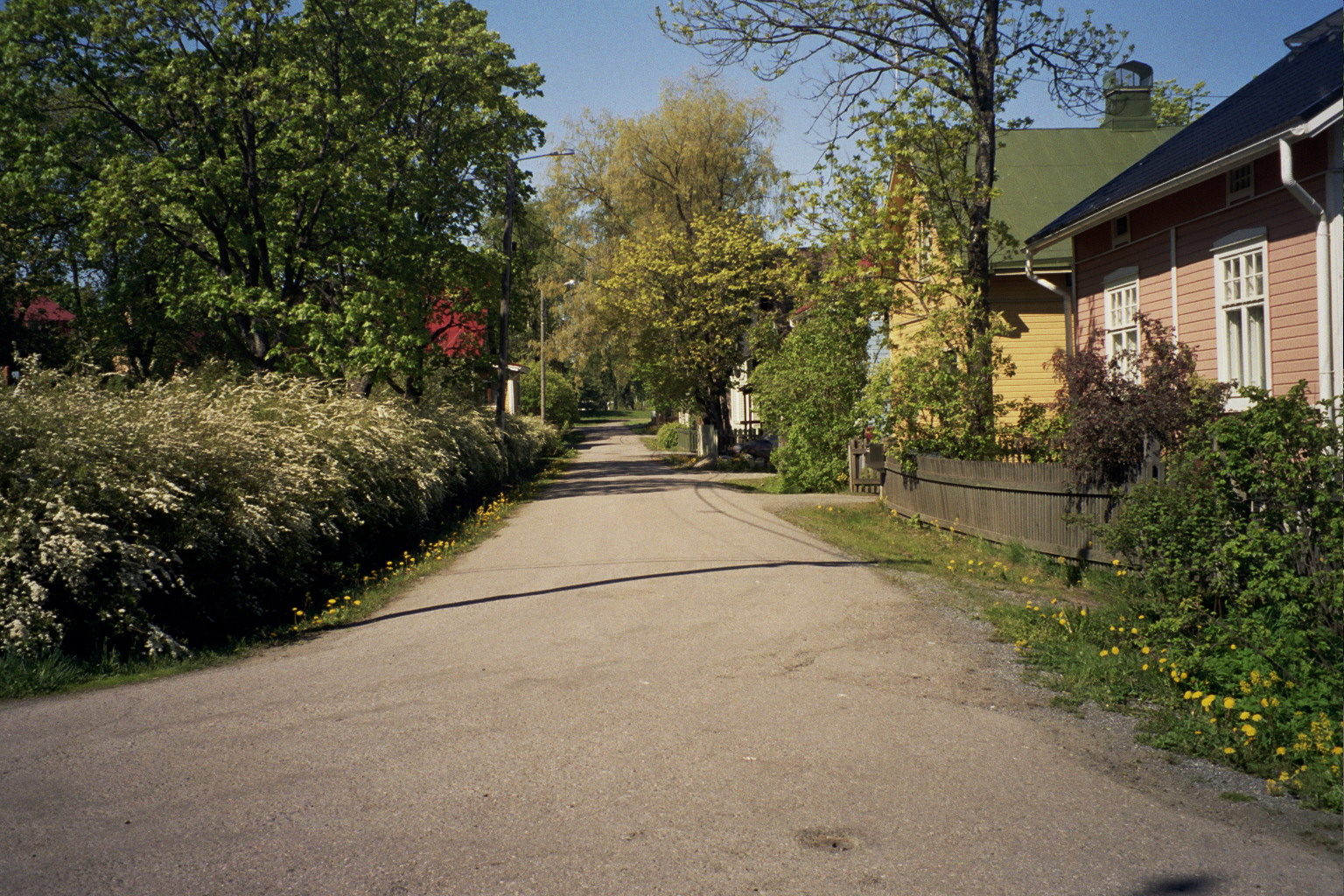
Maisons en bois de Viinikka.